# گیمر اشکانی
گیمر (Gimer) حاکم نواحی غرب حکومت اشکانی در دوره ی فرهاد دوم که خود شخص فرهاد دوم او را به حکومت نواحی غرب در جنگ با سکایان غربی منصوب کرد

## پس از مرگ فرهاد دوم
بعد از مرگ فرهاد دوم گیمر به نواحی غرب حکومت میکرد که با دشواری های زیادی روبرو بود. وی با هیپائوسین  پادشاه خاراکها جنگ کرد ولی شکست خورد.
بر اساس اسناد میخی بعد سر انجام گیمر موفق شد بابل را تصرف و پادشاه خاراکها را دفع کند و سکه ای از گیمر در دست است که تصویر پیروزی بر آن نقش شده و روی ان آرشاک نیکی فور ( نیکی فور به معنای فاتح) ضرب شده است که احتمالاً مربوط بدین واقعه است. 

## مرگ
گیمر بعد از جلوس مهرداد دوم از صحنه تاریخ ناپدید گشت. مورخان علت آن را کناره گیری از تخت پادشاهی می دانند. (منابعی از مرگ وی در دسترس نیست)